# Майкл Макбрум
Майкл Макбрум (англ. Michael McBroom, 16 травня 1991) — американський плавець.
Призер Чемпіонату світу з водних видів спорту 2013 року.